# Atelopus spurrelli
Atelopus spurrelli es una especie de anfibios de la familia Bufonidae. Es endémica de Colombia. Su hábitat natural incluye bosques tropicales o subtropicales secos y a baja altitud y ríos. Está amenazada de extinción por la pérdida de su hábitat natural.

## Descripción
Rana pequeña con cuerpo delgado. Extremidades largas y finas con palmeado interdigital abundante. Coloración verde con diseños de camuflaje oliva, café y negro. Piel lisa sin tubérculos.

## Distribución
Se la halla entre 50 y 500 m s. n. m. Habita las tierras bajas de la costa del Pacífico colombiano, en los departamentos de Valle del Cauca y Chocó, además de parte de Risaralda. A. spurrelli habita la hojarasca de vegetación ribereña o cercana a cuerpos de agua de bosques húmedos. Hay registros en bosques primarios y secundarios, pero no en zonas más degradadas.